# Мишкино (Граховский район)
Мишкино — деревня в Граховском районе Удмуртии, на реке Юрашка. Граничит деревня с селом Верхняя Игра, деревней Старая Игра, а также граничит с Менделеевским районом Республики Татарстан (деревня Абалачи). В непосредственной близости с деревней находится Мишкинский пруд.

## История
По итогам десятой ревизии в 1859 году в 47 дворах казённой деревни Абалачъ-Тамакъ (Мишкино) при речке Абалачи проживало 328 жителей и работала мельница. До 1921 года деревня входила в состав Граховской волости Елабужского уезда, с 1921 года — Можгинского уезда Вотской АО. В 1924 году деревня вошла в состав Верхнеигринского сельсовета, который в 2004 году было преобразовано в Верхнеигринское сельское поселение.

## Объекты социальной сферы
- Мишкинский медпункт
- Мишкинский сельский клуб

## Улицы
- Колхозная улица
- Луговая улица
- Набережная улица

## Климат
Климат умеренно континентальный (лето — жаркое, зима — холодная), среднегодовая температура несколько выше, чем в целом по республике, осадков выпадает немного меньше. 
Самый холодный месяц — Январь. Средняя температура: −19,30С
Самый тёплый месяц — Июль. Средняя температура: +25,60С
Средняя годовая температура: +220С.
Безморозный период около 130—135 дней в году, за год выпадает 490—530 мм осадков 

## Рельеф и почва
Рельеф территории представляет собой слабоволнистую равнину, где рельеф имеет холмисто-увалистую форму. 
Почвы в основном серые и тёмно-серые лесные, имеются дерновые средне- и слабоподзолистые, а также глинистые.

## Водоемы
Через деревню протекает река Юрашка — река, протекающая в Менделеевском районе Татарстана и Граховском районе Удмуртии, правый приток Тоймы. Длина реки составляет 31 км, водосборная площадь — 203 км². Берёт начало на Можгинской возвышенности, впадает в Тойму южнее города Менделеевск. 
Рядом с деревней находится Мишкинский пруд.

## Животный мир
Ихтиофауна представлена карасями (серебряный и золотой), карпами, пескарями.
Орнитофауна представлена различными видами семейства Воробьиные. Перелетными птицами являются грачи. Летом возле берегов реки, лесополосы и леса можно встретить: овсянка обыкновенная, овсянка садовая, чечевица, дятел, аист, цапля серая, дикие гуси и утки.
Млекопитающие: лось, кабан, лиса, хорёк, мышиные, зайцеобразные.
Пресмыкающиеся: уж, медянка, ящерица прыткая, ящерица живородящая.
Земноводные: жаба серая, лягушка озёрная, лягушка прудовая

## Растительный мир
Рядом с дерервней находится сосново-еловый лес (на границе с деревней Абалачи), в котором преобладающими растениями 1-го яруса являются ель и сосна; 2-го яруса — рябина, калина.